# Kingdom of Doom
"Kingdom of Doom" est une chanson du groupe de rock alternatif de Damon Albarn The Good, the Bad and the Queen, et est le quatrième morceau de leur premier album éponyme. Elle est sortie en janvier 2007 en tant que deuxième single du groupe. Après être sorti, le single a été classé 20e dans les charts anglais.

## Liste des chansons
- Gatefold 7" R6732

1. "Kingdom of Doom" - 2:42
2. "The Good, The Bad and the Queen" (live at The Tabernacle) - 4:22

- Red vinyl 7" RS6732

1. "Kingdom of Doom" - 2:42
2. "Start Point (Sketches of Devon)" - 4:47

- CD CDR6732

1. "Kingdom of Doom" - 2:42
2. "Hallsands Waltz (Sketches of Devon)" - 2:55
3. "The Bunting Song (live at The Tabernacle) - 3:57

## Anecdote
- La couverture du format 7" du single a été créée par le bassiste du groupe Paul Simonon.

## Critiques
- NME.com - Reviews - The Good, The Bad & The Queen: Kingdom of Doom
- The Downloader